# José Melo de Oliveira
José Melo de Oliveira (Ipixuna, 26 de septiembre de 1946) es un político brasileño, fue gobernador del estado de Amazonas, Brasil.

## Historia
Se graduó en economía por la Universidad Federal de Amazonas en 1967, Melo comenzó su vida pública en la Universidad, donde desempeñó en varios puestos, entre ellos autor y director del departamento de educación y deportes. También fue Sub Rector de asuntos académicos y miembro del Consejo Universitario. Fue de profesor en la escuela secundaria de estado, Estelita Tapajós, donde enseñó historia. También enseñó en la escuela técnica Federal de Amazonas. Su papel como profesor en la Universidad del Amazonas tuvo inicio entre 1970 hasta 1984. Asumió el cargo de gobernador del estado de Amazonas por el Partido Republicano de la Orden Social, cuando Omar Aziz fue la disputa por el Senado en las elecciones generales de 2014. Candidato para la reelección, derrotando su oponente político, Eduardo Braga. Por decisión de la corte suprema de justicia electoral de Brasil, Melo tuvo que dejar el cargo de gobernador del estado, junto con su vicegobernador, Henrique Oliveira, constitucionalmente su sucesor es el presidente de la asamblea legislativa del estado, David Almeida.
| Predecesor: Omar Aziz | Gobernador del estado de Amazonas 2014 - 2017 | Sucesor: David Almeida (interino) |